# Kritiskt perspektiv
Det kritiska perspektivet inom specialpedagogik utmanar traditionella sätt att förstå och hantera svårigheter i utbildningssammanhang. Genom att lyfta fram frågor om maktstrukturer, normer, social rättvisa och samhälleliga strukturer syftar detta perspektiv till att synliggöra hur utbildningssystemet kan bidra till att reproducera eller motverka ojämlikheter. Istället för att enbart fokusera på individens behov eller miljöns utformning, granskar det kritiska perspektivet de övergripande samhälleliga och institutionella ramar som formar utbildningens praktik. Perspektivet belyser hur värderingar och maktrelationer påverkar synen på funktionsnedsättningar och behov av stöd, samt hur dessa strukturer kan skapa hinder eller möjligheter för elever i behov av särskilt stöd.

## Historisk bakgrund och teori
Det kritiska perspektivet har sina teoretiska rötter i kritisk pedagogik, som utvecklades av teoretiker som Paulo Freire och Henry Giroux. Freire betonade vikten av att ifrågasätta förtryckande strukturer och att använda utbildning som ett verktyg för frigörelse och social rättvisa. Dessa idéer har anpassats till specialpedagogiska sammanhang genom att kritiskt analysera hur normer kring funktionsvariationer, diagnoser och utbildningspolitik påverkar elever i behov av särskilt stöd.
Till skillnad från det relationella perspektivet, som fokuserar på samspelet mellan individ och miljö, eller det kategoriska perspektivet, som lägger vikt vid individens brister eller diagnoser, utgår det kritiska perspektivet från en bredare samhällsanalys. Det kritiska perspektivet syftar till att ifrågasätta rådande strukturella och normativa faktorer som skapar ojämlikhet och marginalisering.

## Grundläggande principer
Det kritiska perspektivet betonar att utbildning aldrig är neutral. Normer, värderingar och maktrelationer genomsyrar skolans struktur och påverkar hur elever med olika förutsättningar bemöts och stöds. Istället för att se funktionsvariationer som problem i sig analyserar det kritiska perspektivet hur samhälleliga normer och praktiker skapar hinder för vissa grupper.
Några centrala frågor inom detta perspektiv är:
- Vem definierar vad som är en svårighet eller avvikelse?
- Hur kan skolor bidra till att skapa mer jämlika förutsättningar för alla elever?
- Hur påverkar diagnoser och kategorisering kopplade till funktionsvariationer, såsom medicinska diagnoser (t.ex. epilepsi och cerebral pares), psykiatriska diagnoser (t.ex. ADHD, autism och intellektuell funktionsnedsättning) och psykologiska diagnoser (t.ex. dyslexi och dyskalkyli), individens självbild och möjligheter?"

Detta mynnar ut i möjliga svar på hur utbildningssystemet enligt perspektivet kan förändras för att utmana maktstrukturer och främja jämlika förutsättningar.

## Tillämpning inom specialpedagogik
I praktiken innebär det kritiska perspektivet att skolor och pedagoger kontinuerligt granskar och utmanar sina egna normer, värderingar och arbetssätt för att motverka exkludering och ojämlikhet. Det handlar om att ifrågasätta vilka elever som får stöd, hur detta stöd utformas och vilka faktorer som kan påverka tillgången till utbildning. Samtidigt betonas vikten av att förändra skolans kultur och organisation för att skapa lärmiljöer som är mer inkluderande och jämlika. Exempel på praktiska tillämpningar inkluderar normkritiska arbetssätt (se normkritik och normkritisk pedagogik) som synliggör och förändrar exkluderande strukturer, ett fokus på delaktighet och jämlikhet i undervisningen snarare än enbart individuella insatser samt utvecklingen av strategier och riktlinjer som stärker inkluderande undervisning på systemnivå.

## Kritik och utmaningar
Det kritiska perspektivet har kritiserats för att ibland vara alltför teoretiskt och svårt att omsätta i praktiken. Dess fokus på samhällsstrukturer kan i vissa fall upplevas som att det förbiser individens unika behov och det omedelbara behovet av konkreta stödinsatser. Bland annat pedagogikforskaren Claes Nilholm har framfört att det krävs en balans mellan att analysera strukturella faktorer och att möta elevers specifika behov i det dagliga arbetet. Inom den vetenskapliga debatten har dilemmaperspektivet lyfts som en möjlighet.